# شیخ زاهدمحله
شیخ زاهدمحله، روستایی از توابع بخش چابکسر شهرستان رودسر در استان گیلان ایران است. شیخ زاهد محله از مناطق تاریخی دهستان اوشیان و بلوک اوشیان بود، و تا قبل از حکومت پهلوی اول مرکز بازار و تبادلات تجاری و سیاسی در این بلوک محسوب می‌شد. قریه شیخ زاهدمحله از جنوب به دامنه کوه شاهسرش و جنگل های پشتاسران سرولات، از غرب اول  به باغات مراتع قدیمی کبوترابکش، بعد به قریه های  دوران و  دوگلسر  منتهی می‌شود، از شمال بعد از خیابان اصلی ساحلی چابکسر به رشت ( جاده ۲۲ ) به ساحل خزر منتهی می‌شود و در شرق به بندبن زرسر سرولات، خیابان سرولات و رودخانه اچیرود و پل اچیرود متصل است. محلات و مناطق که در قریه شیخ زاهد  دو حوزه شهر چابکسر و روستای شیخ زاهدمحله واقع شده به ترتیب زیر هستند، چشمه قزل چشمه، محل قدیمی خمیران که محل قدیم این قریه بوده، آستانه بقعه آقا شیخ زاهد، امیردشت که به باغات چای خود معروف است، بازار شیخ زاهد، لپاسر، مریم بیجار، بندبن زرسر یا( بندبن شاهسرس)، محله یاس، هشت متری( خیابان مطهری)، کوچه فرهنگیان، البرز، سرخ بیجار، گیلانده، پارک انصاری، خیابان پاسداران ( خیابان قدیمی شیخ زاهد که از قبل دهه ۱۳۲۰ موجود بود). شیخ زاهد به سمت دوران دوگلسر، یک پل خشتی تاریخی داشت امروزه آثاری از آن به نظر نمی‌رسد که در عکس هوایی ۱۳۳۴ مشخص است و در اسناد رسمی به آن اشاره شده است. مطابق اسناد رسمی موجود و همچنین تصاویر هوایی ۱۳۳۴ مزارع شیخ زاهد محله از سرخ بجار و مریم بجار از آب رودخانه اچیرود سرولات مشروب می‌شد، شیخ زاهد محله دارای مراتع گاو، مزارع برنج، باغات توتستان که امروزه آثاری موجود نیست و باغات وسیع چای در مناطق امیردشت و همچنین شرق خیابان پاسداران امروزی موجود بود و در دامنه شمالی کوه شاهسرس باغات مرکبات خانواده های امیری و جیردشتانی و دیگران وجود داشته است. همچنین این روستا احتمالا دو ابدنگ (اسیاب ابی) موجود داشته که آثاری از آن  امروزه وجود ندارد و همچنین  تعداد زیادی کندوج های شالیزار که تعداد انگشت شماری موجود است.
تاریخ
به ذکر از کتاب تاریخ سخت سر از استاد رحیمیان، شیخ زاهد در حوالی سال ۷۰۰ هجری قمری از آران و تالش مهاجرت کرده و بعلت بیماری پس از مشورت از مرشد خویش از طریق کشتی در دریای خزر به سیاورود سیاولات( احتمالا سرولات امروزی ) که زادگاه وی بود بازگشت و در انجا به زراعت و تدریس علوم دینی مشغول شد، در ۸۵ سالگی در خانه زادگاه خویش در ۱۳۰۰ میلادی درگذشت و از آن پس این منطقه به شیخ زاهد محله معروف گشت. شیخ زاهد محله از مناطق تاریخی دهستان اوشیان و بلوک اوشیان بود، و تا قبل از حکومت پهلوی اول مرکز بازار و تبادلات تجاری و سیاسی در این بلوک محسوب می‌شد. و این بازار و محل دهداری آن بلوک در کنار راه شاه عباسی ( احتمالا خمیران در جنوب مقبره شیخ زاهد) در شیخ زاهدمحله واقع بوده است. در قرن ۱۲ و ۱۳ هجری گزارش‌های تاریخی و منابع محدود دوره قاجار نشان می‌دهد که بیماری‌های واگیردار با شدت‌های متفاوت و در بازه‌های زمانی مشخص، مناطق شمالی را درگیر کرده‌اند. طاعون  معروف گیلان در حدود سال ۱۲۰۹ شمسی (۱۸۳۰ میلادی) یکی از مرگبارترین شیوع‌های خود را تجربه کرد که تلفات گسترده‌ای را در گیلان و مازندران به دنبال داشت. علت اصلی این شیوع، نبود زیرساخت‌های بهداشتی، قرنطینه ناکافی و ارتباطات تجاری از طریق دریای خزر بود که بیماری را به سرعت گسترش داد. بعدها، وبا در چندین نوبت، به ویژه در سال ۱۲۸۵ شمسی (۱۹۰۶ میلادی)، از طریق مرزهای تجاری با روسیه وارد شد. این بیماری که از طریق آب آلوده منتقل می‌شد، به دلیل عدم وجود سیستم آب آشامیدنی سالم و فاضلاب، به سرعت در میان مردم پخش و به یکی از دلایل اصلی مرگ‌ومیر تبدیل شد. همین امر یکی از علتهای مهاجرت به سرولات و میانده و مهاجرت به شیخ‌زاهد محله بود.  بیش از هر چیز، با هدف فرار از بیماری‌های همه‌گیر و مشکلات معیشتی در مناطق جلگه‌ای صورت می‌گرفت. در دوره قاجار، مناطق پست و ساحلی گیلان و مازندران، به دلیل وجود شالیزارها و آب‌های راکد، محل شیوع بیماری‌های بومی مانند مالاریا بودند. مهاجران از مناطقی مثل اشکور و الموت، به دنبال مکانی امن‌تر و با آب‌وهوای بهتر برای زندگی بودند. سرولات با ارتفاع بالاتر و محیط کوهستانی، از این بیماری‌ها در امان بود و زمین‌های حاصلخیزش، فرصت مناسبی برای کشاورزی و دامداری فراهم می‌کرد. این منطقه در نزدیکی میانده، به دلیل وجود آرامگاه شیخ زاهد  و مدارس مذهبی اطراف آن به بازار محلی تبدیل شده بود، از دیرباز یک مکان مذهبی و فرهنگی مهم به شمار می‌رفت.  یک مرکز اجتماعی و اقتصادی نیز مورد توجه قرار گرفت. مطابق شنیده ها از بزرگان محل در حوالی سال ۱۳۰۰ زلزله یزرگی وقوع پسوست و با ریزش کوه بازار محلی هفتگی و دکاکین ان را که از خمیران و تا مرتع بندبن زرسر در کنار راه قدیم شاه عباسی بوده را به کلی نابود ساخت.  مهاجرت به این منطقه اغلب با انگیزه‌های اقتصادی و فرهنگی همراه بود.با توجه به اسناد موجود در روستاهای بلوک اوشیان املاک خرده مالکینی بود بطور مثال در شیخ زاهد محله به املاک، اسحاق حسن زاده، غریب زاهدي،آقاجان حسین زاهد، زاهدی، سعیدی، غلامی،  رضازاده،  رومانی، عليزاده، افراسیاب زاده امیری، سلیمان جیردشتانی، صالحیان، کمالی امیردشت، باروزنه و غیره اشاره شده. در میانده و کندسر به سید هادی روحانی، میررضایی، نوربخش، علی اکبری کندسر،تقی موقری، میراقاجانی، میرجعفری و غیره اشاره شده. در قریه های فکجور و دوگلسر و دوران به رهنماهراتبر، احسانگر، فتح الهی ، محمدی و نیک روش و بانبَرستیاه یا مهدوی، نصرالهی فکجور و دیگران و در قریه چابکسر به کاظم و عمران و عزیز معتمدچابکی، باباپور، سید محسن پیشوایی، غلامی چابک، محمدی، میرمهدوی چابکی ، شریفی چابکی، یوسف زاده چابک و غیره اشاره شده است و بلوکباشی (تقی‌پورکندسر)، غلامرضا و ذبیح الله ملکی، رحیم بابایی، ابوالقاسمی، احمدزاده، کهن، تفاوت در سرولات که زراعت برنج، باغ توت مرکبات، چای و مراتع اشاره شده است و حتی حق شرب از رودخانه ها ، وجود چند آبدنگ یا آسیاب آبی در هر قریه درون اسناد با عمارات اشاره شده است. بهره کشی بویژه در املاک اختصاصی رضاشاه شدیدتر بود. دهقانان این املاک در واقع وابسته به زمین بودند. هیچ بنگاه محتاج به کارگر حق پذیرفتن دهقانانی که املاک اختصاصی را ترک میکردند، نداشت. حتی راه آهن ایران در بخش مازندران مجبور بود کارگرانی از نقاط دیگر ایران استخدام نماید. حتی در این بین اهالی سرولات و حومه ، چابکسر، میانده، کندسر و شیخ زاهد محله و فکجور را برای کار اجباری و بیگاری به تنکابن و نوشهر برده و در ساخت بندر، آباد کردن جنگل های مخروبه استفاده می‌شده است. این تصرفات و غصب گسترده اداره املاک اختصاصی نه‌تنها باعث تغییر ساختار مالکیتی منطقه شد، بلکه بر زندگی مردم محلی نیز تاثیرات عمیقی گذاشت. افراد بومی که پیش از این در باغات، مراتع و مزارع به کار مشغول بودند، تحت سیاست‌های رضا شاه به رعیت و باغبان املاک پهلوی تبدیل شدند. از شیخ زاهد به سمت دوران دوگلسر، یک پل خشتی تاریخی داشت امروزه آثاری از آن به نظر نمی‌رسد که در عکس هوایی ۱۳۳۴ مشخص است و در اسناد رسمی به آن اشاره شده است. ضمنا در عکس هوایی ۱۳۳۴ آمریکایی ها، بقعه شیخ زاهد محوطه آن و درختان آزاد تنومند سالخورده آن در شرق شاخه رود منشعب از چشمه شیخ زاهد مشخص است.  ظاهرا سابقا در حوالی اوایل قرن ۱۴ هجری شمسی  در نزدیکی بقعه آقا شیخ زاهد یک مدرسه علوم دینی وجود داشته که منسوب به شیخ علی اکبر الهیان بوده است. شیخ زاهد به سمت دوران دوگلسر، یک پل خشتی تاریخی داشت امروزه آثاری از آن به نظر نمی‌رسد که در عکس هوایی ۱۳۳۴ مشخص است و در اسناد رسمی به آن اشاره شده است. مطابق اسناد رسمی موجود و همچنین تصاویر هوایی ۱۳۳۴ مزارع شیخ زاهد محله از سرخ بجار و مریم بجار از آب رودخانه اچیرود سرولات مشروب می‌شد، شیخ زاهد محله دارای مراتع گاو، مزارع برنج، باغات توتستان که امروزه آثاری موجود نیست و باغات وسیع چای در مناطق امیردشت و همچنین شرق خیابان پاسداران امروزی موجود بود و در دامنه شمالی کوه شاهسرس باغات مرکبات خانواده های امیری و جیردشتانی و دیگران وجود داشته است. همچنین این روستا احتمالا دو ابدنگ (اسیاب ابی) وجود داشته که آثاری از آن امروزه وجود ندارد و همچنین تعداد زیادی کندوج های شالیزار که تعداد انگشت شماری موجود است. در گذشته مزارع شرقی مریم بجار و باغات چای شمال آن بیشتر متعلق به سرولاتی ها و در قسمت شمالی تر بیشتر متعلق به چابکی ها بوده است.  در مورد چشمه بزرگ شیخ زاهد محله معروف به قزل چشمه افسانه محلی وجود دارد که در قرون گذشته که زارعین بر سر تقسیم آب آن نزاع و خونریزی داشتند نیمه شب بر اثر حادثه ای رودخانه به شاخه طبیعی با دبی آب برابر تقسیم می‌شود.
رویداد ها
سریال دنیای شیرین دریا که در سال ۱۳۷۷ از صداوسیما ایران پخش شد در این قریه و  روستا ساخته شده بود. لوکیشن های اصلی این سریال منزل قدیمی خاندان یحیی پور در محله بازار شیخ زاهدمحله و بقعه شیخ زاهد بوده است.

## جمعیت
این روستا در دهستان اوشیان قرار دارد و براساس سرشماری مرکز آمار ایران در سال ۱۳۸۵، جمعیت آن ۷۷ نفر (۱۹خانوار) بوده‌است. در این روستا قبری منتسب به شیخ زاهد گیلانی وجود دارد و پسوند فامیلی اکثر خانواده‌های این روستا زاهد، زاهدی یا شیخ زاهدی است. شغل اصلی روستا کشاورزی میباشد که مهمترین محصولش برنج است.